# Мухоловка руда
Мухоло́вка руда (Muscicapa ferruginea) — вид горобцеподібних птахів родини мухоловкових (Muscicapidae). Мешкає в Гімалаях, горах Китаю і Південно-Східної Азії.

## Опис
Довжина птаха становить 12-13 см, вага 9-16,7 г. Забарвлення переважно рудувато-коричневе, голова темно-сіра. Виду не притаманний статевий диморфізм.

## Поширення і екологія
Руді мухоловки мешкають в Центральних і Східних Гімалаях (від центрального Непалу через Сіккім і Бутан до Північно-Східної Індії), на заході і півночі М'янми, в Центральному і Південному Китаї (від південно-східного Тибету до півдня Ганьсу, півдня Шеньсі, Сичуаня і західного Юньнаня), на півночі В'єтнаму і Лаосу та в горах Тайваню. Взимку вони мігрують на південь, до південного В'єтнаму, Камбоджі, Хайнаня, півночі і заходу Філіппін, північного Калімантану, півдня Малайського півострова, Суматри і західної Яви. Популяція Тайваню є переважно осілою. Руді мухоловки живуть у вологих гірських субтропічних і тропічних лісах, на висоті від 1500 до 3600 м над рівнем моря. Живляться комахами та іншими дрібними безхребетними, а також личинками. Гніздяться у червні-липні. Гніздо чашоподібне, робиться з моху, лишайників та рослинного матеріалу, розміщується на покритій мохом гілці, на висоті від 3 до 15 м над землею. В кладці 2-3 яйця.